# バクーの歴史
バクーはアゼルバイジャン共和国の首都であり、シルヴァン（アクシタン1世とハリルラフ1世の時代）、バクー・ハン国、アゼルバイジャン民主共和国、アゼルバイジャン・ソビエト社会主義共和国の首都でもあり、ロシア帝国バクー県の行政中心地である。バクーは古ペルシャ語のBagavanに由来し、「神の都市」と訳されている。民間語源では、バクーに頻繁に風が吹くことから、「風の吹く街」を意味するペルシア語のBādkube（بادکوبه ）に由来すると説明されている。しかし、Bādkubeという言葉が生まれたのは16世紀か17世紀であり、バクーは少なくとも5世紀以前には建設されていた。

## 中世の情報源における名前
| 世紀/年     | 情報源                                                  | バクーの名前                                  |
| ----------- | ------------------------------------------------------- | --------------------------------------------- |
| 5-8世紀     | モブセス・ホレナツィ アナニア・シラカツィ               | Atli-Bagavan Ateshi-Bagavan または単にBagavan |
| 930年       | イスタフリ                                              | Bakuh                                         |
| 943年-944年 | マスウーディー                                          | Bakuh                                         |
| 942年-952年 | アブ・ドゥラフ                                          | Bakuya                                        |
| 982年       | フドゥド・アル・アラム                                  | Baku                                          |
| 985年       | アル・ムカダシ                                          | Bakuh                                         |
| 12世紀      | カカニ                                                  | Baku                                          |
| 13世紀      | ヤクト・アル・ハマウィ ナシル・アルディン・アル・トゥシ | Bakuya                                        |
| 14世紀      | ラシダディン                                            | Baku                                          |
| 15世紀      | アブドゥラシド・バクヴィ                                | Bakuya                                        |
| 16世紀      | ハサン・ベイ・ルムル                                    | Baku                                          |
| 17世紀      | エヴリヤ・チャラビ                                      | Baku                                          |

紀元13世紀以降、バクーの名は中世ヨーロッパの文献に登場するようになる。Vahcüh（Pietro Della Valle）、Bakhow、Baca、Bakuie、Backuなど表記は様々である。
シルバン・シャー朝によって鋳造された貨幣には、Bakuyaという名前が記されている。

## その他の説明
バクーの語源を説明するために、さまざまな異なる仮説が提案されている。L. G. LopatinskiとAli Huseynzadeによると、「バクー」はテュルク語の「丘」に由来する。また、コーカサス地方の歴史の専門家であるK. P. Patkanovは、「丘」であると説明しているが、これはラク語である。

## 先史時代と古代史
1000年前、現在のバクーやアブシェロンの地域は、豊かな動植物の生息するサバンナであった。人間の居住跡は石器時代までさかのぼる。青銅器時代には、バイユ付近で岩面彫刻が、旧市街地では小魚の銅像が発見されている。このことから、市内に青銅器時代の集落があったとする説がある。ナルダラン近郊のウミド・ガヤと呼ばれる場所では、先史時代の天文台が発見され、岩石に太陽や星座の像が原始的な天文表とともに彫られている。さらに考古学的な発掘調査により、現代都市とその周辺に先史時代のさまざまな集落、先住民の寺院、彫像、その他の遺物が発見された。
1世紀、ローマ人がコーカサス地方で2回の遠征を行い、バクーに到達した。バクー近郊のゴブスタンでは、84年から96年のローマ時代の碑文が発見されている。この時代の名残が、バクーのサブンチュ地区にあるラマナ村である。 
使徒バルトロマイの生涯において、バクーはアルメニア・アルバヌスと特定されている。コーカサス・アルバニアが存在した時代には、バクーはアルバノポリスと呼ばれていたと推測する歴史家もいる。地元の教会の伝承では、バルトロマイの殉教は旧市街内の乙女の塔の下で行われたと信じられており、歴史的資料によれば、異教徒のアルタ神殿の跡にキリスト教会が建てられたとされている。
5世紀の歴史家Priscusの記録は、有名なバクーの火（ex petra maritima flamma ardet - 海上の石から炎が出る）について初めて言及したものである。この不滅の火のおかげで、バクーは古代ゾロアスター教の主要な中心地となった。サーサーン朝のアルダシール1世は、市内の寺院に「オルマス神の消えない火を絶やさないように」と命じた。

## 中世・近世

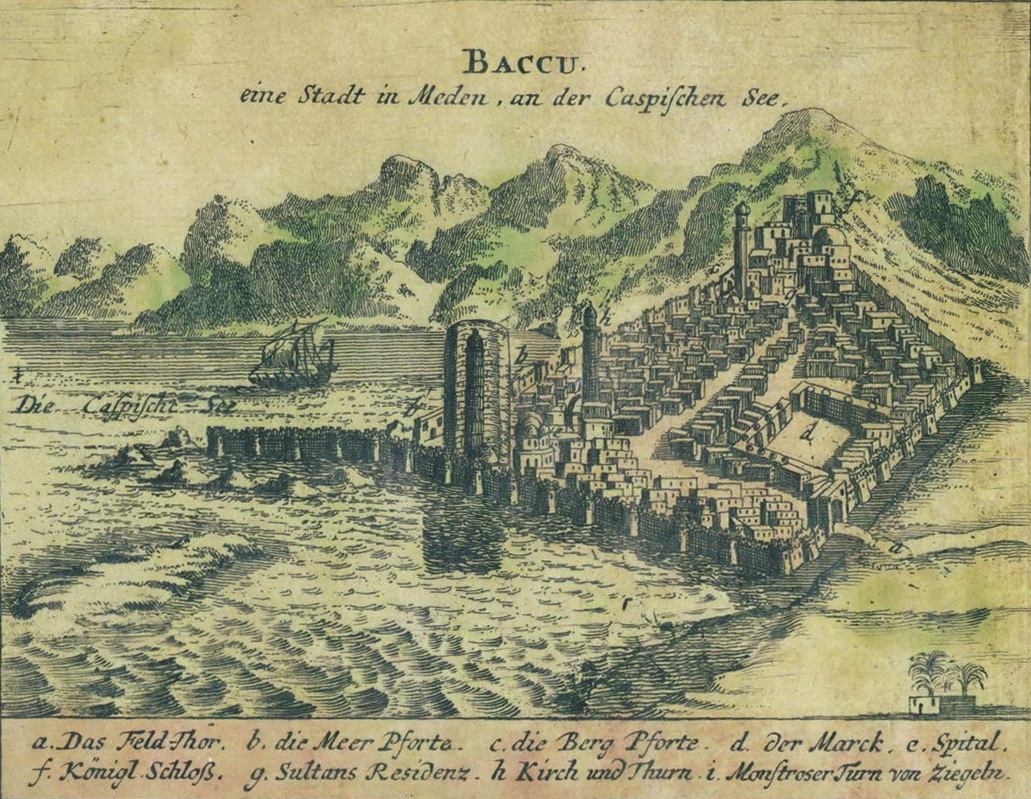
エンゲルベルト・ケンペルによるバクーのパノラマ（1683年）

10世紀までの中世の資料には、バクーに関する情報はほとんどない。この都市で発見された最古の貨幣的証拠は、紀元8世紀に作られたアッバース朝時代のコインである。当時、バクーはイスラム帝国、後にシルバン・シャー朝の領地であった。この間、ハザール人や（10世紀以降）キエフ大公国の襲撃をたびたび受けている。シルバン・シャー朝のアクシタン1世はバクーに海軍を築き、1170年にはルシの襲撃を見事に撃退した。1191年、シルバン・シャー朝の首都シャマキーが大地震に見舞われると、シルバン・シャー朝はバクーに移り住んだ。造幣局が開設された。
12世紀から14世紀にかけて、都市とその周辺では大規模な要塞化が行われた。乙女の塔、ラマナ城、ナルダラン城、シャガン城、マルダカン城、そしてバク湾の島にある有名なサバイエル城がこの時期に建てられた。城壁も再建され、強化された。
この間、バクーの最大の問題は、カスピ海の侵犯であった。14世紀には有名なサバイエル城が完全に海に沈んでしまった。これらのことから、シャフリユナン（「ギリシャの都市」）など、水没した都市に関するいくつかの伝説が生まれた。 
モンゴルの第3次アゼルバイジャン遠征（1231年-1239年）の際、フレグ・ハーンがシルバン国の領地としてバクーを占領し、イルハン国の冬の居城となった。14世紀には、ムハンマド・オルジェイトゥのもとで繁栄し、重税の一部から解放された。バクフの詩人ナシール・バクイは、オルジェイトゥへの賛辞を書き、アゼルバイジャン語で最初の詩を作った。
マルコ・ポーロは、近東諸国へのバクーの石油輸出について書いていた。この都市は、ジョチ・ウルス、モスクワ大公国、およびヨーロッパ諸国とも交易を行っていた。
1501年、サファヴィー朝のシャー・イスマーイール1世はバクーを包囲した。包囲された住民は防御を要塞に頼って抵抗した。抵抗のため、イスマーイールは要塞の壁の一部を破壊するよう命じた。要塞の防御は破壊され、多くの住民が虐殺された。1538年、サファヴィー朝のシャー・タフマースブ1世はシルバン・シャー朝の治世を終わらせ、1540年にバクーは再びサファヴィー朝軍に奪還された。
1568年から1574年の間に、6回のイギリス人によるバクーへの宣教の記録がある。トーマス・バニスターとジェフリー・ダケットというイギリス人は、書簡の中でバクーを描写している。彼らは、「...町は見るからに奇妙なもので、地面から驚くほど大量の油が湧き出しており、この油は国中が家で燃やすのに役立っている」と書いている。この油は黒く、ネフテと呼ばれる。バクーの町のそばにも、白くて非常に貴重な石油があり、石油と呼ばれている。」バクー郊外で最初の油井を掘ったのは、1594年、A・マメドヌール・オグルという職人である。この男は、バラハヌ集落に高効率の油井を完成させた。この地域は歴史的に市の領域外であった。
1636年、ドイツの外交官で旅行家のアダム・オレアリウスは、バクーの30の油田について説明し、大量の茶色の油があることを指摘した。1647年、有名なトルコ人旅行者であるエヴリヤ・チェレビがバクーを訪れた。1660年4月、スチェパン・ラージン率いるコサックがバクー海岸を襲撃し、マシュターガ村を略奪した。1683年、スウェーデン王国の大使エンゲルベルト・ケンペルがバクーを訪問した。翌年、バクーはオスマン帝国に一時的に奪還された。 

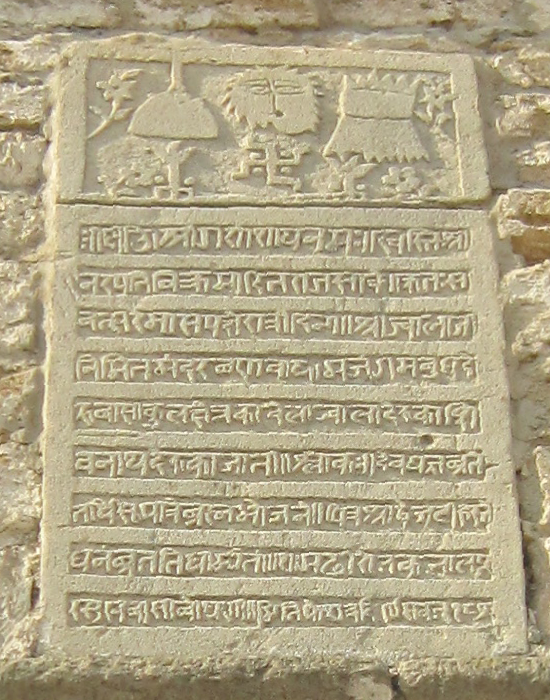
Atashgahは、カスピ海の西側に1745年以前にインドの商人によって建てられた寺院である。碑文には、アテーシュガにあるサンスクリット語でシヴァ神への祈りが刻まれている

バクーは、近世初期に世界中からの商人の中心であったことで知られ、商業が活発で、この地域は繁栄していた。特に、インド亜大陸からの商人がこの地域に定住した。これらのインドの商人は、17-18世紀にバクーのアテシュガを建設した。この寺院は、ヒンドゥー教、シク教、パルシー教の礼拝所として使用された。

### サファヴィー朝とバクー・ハン国の滅亡
1722 年のサファヴィー朝の崩壊は、広範な混乱を引き起こした。バクーはロシア帝国とオスマン帝国に侵略された。
1723年6月26日、長い包囲の後、バクーはロシアに降伏し、サファヴィー朝は他の多くのコーカサスの領地とともにバクーを割譲することを余儀なくされた。ピョートル大帝の勅令により、2連隊の兵士（2,382人）がバクーの守備隊に残され、バクーの司令官であったバリャチャンスキー公が指揮を執ることになった。ピョートル大帝は、ミハイル・マチューシキン将軍が指揮する新しい軍事遠征隊の装備を整える一方で、「永遠で神聖な炎の基となる（旧ロシア語：коя является основой вечного и священного пламени）」石油をバクーからサンクトペテルブルクへさらに送るように命じられた。しかし、ピョートルの死により、この命令は実行されなかった。 
1733 年、ロシア大使館の従業員である医師のIoann Lerkhがバクーを訪問し、彼の前の他の多くの医師と同様市の油田について説明した。1730年までに、シルヴァンでのナーディル・シャーの成功により、ロシア人は1735年3月10日にギャンジャの近くで協定を結ぶことを余儀なくされたため、ロシア人の状況は悪化し、都市とコーカサスの他のすべての征服された領土をペルシャに返還した。
サファヴィー朝が崩壊し、ナーディル・シャーが亡くなった後、1747年に半独立公国であるバクー・ハン国が形成され、その権力の空白を補った。この国はミルザ・ムハメッド・ハーンによって統治され、まもなく、より強力なクバ・ハン国の従属国となった。バクーの人口は少なく（約5000人）、絶え間ない戦乱、盗賊、インフレの結果、経済は破綻した。しかし、イランの他の地域との海上貿易により、ハーン家は利益を得ていた。1790年代には封建的な内紛が起こり、反ロシア派が優勢となった結果、ロシア寄りのハーンの弟がクバに流刑された。 
18世紀末になると、ロシア・ツァーリ国はペルシャとオスマン帝国を犠牲にしてコーカサス全域を征服することを意図し、より強固な政策をとるようになった。1796年春、エカチェリーナ2世の命令で、ヴァレリアン・ズボフ将軍の軍隊は、トビリシが略奪され、ペルシャがジョージアとダゲスタンの宗主権を回復することを狙ったカージャール朝に対する大規模な作戦を開始した。ズボフはバクー攻略のために13,000人の兵を送り込んだが、その後何の抵抗もなくバクーは制圧された。1796年6月13日、ロシアの船団がバクー湾に入り、ロシア軍の守備隊が市内に配置された。しかしその後、パーヴェル1世は、先代のエカチェリーナ大帝の死を受けて、作戦の中止とロシア軍の撤退を命じた。1797年3月、ツァーリ軍はバクーを離れた。

## ペルシャのロシア帝国への強制割譲

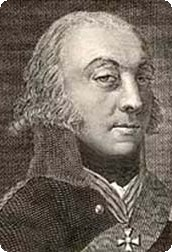
ロシア・ペルシャ戦争（1804年-1813年）でバクーを降伏させようとした時、パーヴェル・チツィアノフ王子は射殺された

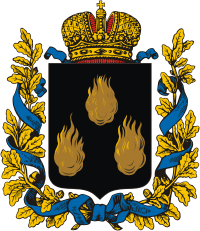
バクー県の国章

アレクサンドル1世はロシア・ペルシャ戦争（1804年-1813年）で再びバクーを征服しようとし、1806年1月にはパーヴェル・チチアーノフがバクーを占領しようとした。しかし、フセイングル・ハーンの従兄弟である側近のパヴェル・ツィツィアーノフが、街の鍵を渡す際に突然ツィツィアーノフを射殺してしまった。指揮官を失ったロシア軍はバクーを離れ、バクー・ハーン国の占領は1年遅れた。1813年のゴレスターン条約で、ペルシアが北コーカサスと南コーカサスの他の領土と一緒にバクーを正式に割譲した後、バクーは同年10月に占領され、最終的にロシア帝国に吸収された。しかし、バクーがロシアの名目上の支配下に入ったのは、ロシア・ペルシャ戦争（1826年-1828年）の後、トルコマンチャーイ条約によってペルシアに奪還された後である。
バクーが1804年から1813年の戦争中にロシア軍に占領されたとき、約8,000人のほぼ全人口がタット族であった。

### 前期
1809年にロシアが征服したとき、イスラム教徒の人口は市の人口の95%に達した。
1840年7月10日、ロシアのドゥーマは「トランスコーカサス地域の支配の原則」を承認し、バクーウエズドはロシア帝国の行政地域になった。
新しい郊外であるフォートシュタットは、街の要塞内に点在する分散した建物から成長した。中世の海辺の要塞は1861年に取り壊され、埠頭に港と税関が建設された。
1859年にシャマハで壊滅的な地震が発生した後、バクーは同名の州の中心となった。バクー県の人口は着実に増加し始めた。警察署の数が増えたことが記録されている。最初のバクー証券取引所には10人のブローカーがいて、全員がロシア国籍だった。

### 石油ブーム
1823年には世界初のケロシン工場が建設され、1846年には世界初の油井がビビ・ヘイバットで掘削された。1863年にはバクー出身のジャヴァド・メリコフが最初のケロシン工場を建設している。1873年、ロシア政府は土地の無償提供を競わせ、バクーはノーベル兄弟の目にとまった。1882年、ルードヴィッヒ・ノーベルはフィンランド、スウェーデン、ノルウェー、ドイツから技術者を招き、ヴィラ・ペトロレアと呼ばれるコロニーを設立した。このコロニーは、「暗黒の街」の中にあった。1870年代までは、牛車の運転手が石油を運ぶのにワインキンとフラスコを使っていた。1883年、ロスチャイルド家の全権大使がパリからやってきて、「カスピ海・黒海合資会社」を設立した。当時のバクーの石油王には、ムサ・ナギエフ、ムルトゥザ・ムフタロフ、シャムシ・アサドゥラエフ、セイド・ミルババエフなど有名な人物がいる。 
ムサ・ナギエフとシャムシ・アサドゥラエフの会社は、バクー最大の石油生産者であった。それぞれ1887年と1893年に設立され、年間700万から1200万プード（110から200Gg）の石油を生産していた。これらの会社は、油田、精製所、タンカーを所有していた。次の世紀の初めには、100社以上の石油会社がバクーに進出していた。
19世紀後半から20世紀初頭にかけての石油ブームは、バクーの大規模な成長に貢献した。1856年から1910年にかけて、バクーの人口はロンドン、パリ、ニューヨークよりも速いペースで増加した。

### 革命前の時代

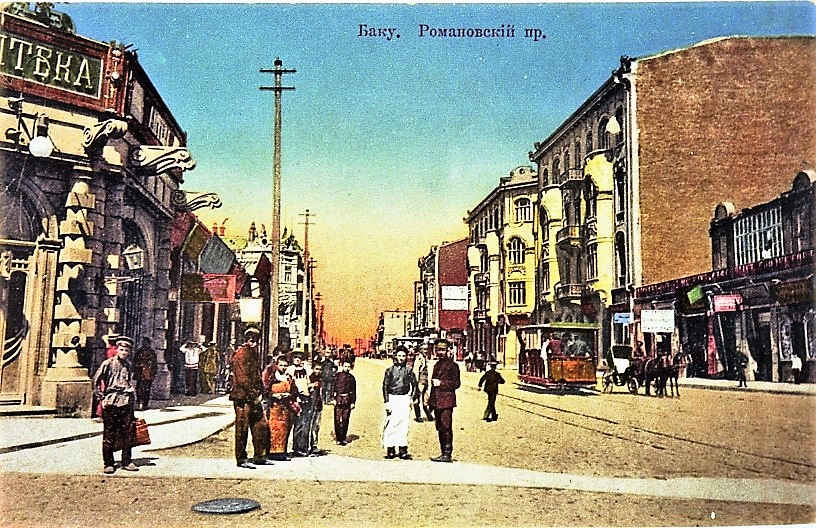
1915年のロマノフ通り

19世紀後半は、通信の発達が目立った。1868年にはトビリシへ最初の電信線が敷かれ、1879年にはバクーとクラスノボツクを結ぶ海底電信線が敷かれた。また、同年にバクー-サブンチ-スラハニー間が開通した。この線路はトビリシから520ベルスタ（555キロメートル）であり、1883年5月8日に比較的短期間で完成された。1886年に最初の電話線が開通した。また、1899年に最初の馬車鉄道が登場した。
1870年、ルター派と福音派の共同体がバクーに設立された。しかし、1937年に他の宗教団体の代表者と同様に聖職者も追放または射殺された。ルター派共同体は、ソ連崩壊後の1994年まで復活しなかった。
1870年代には行政機関や公的機関の数が増え、その中には地方裁判所や仲裁機関も含まれていた。20世紀初頭、地方裁判所で審理された事件は大きな人気を博し、ピーターズバーグ、モスクワ、トビリシ、キーウの弁護士が関与するようになった。最も騒々しい訴訟は、ロシア帝国の広範な法典を暗記し、聖シノドスのすべての命令を正確な参照番号と日付とともに覚えていた特定のカラベクの参加で可決された。

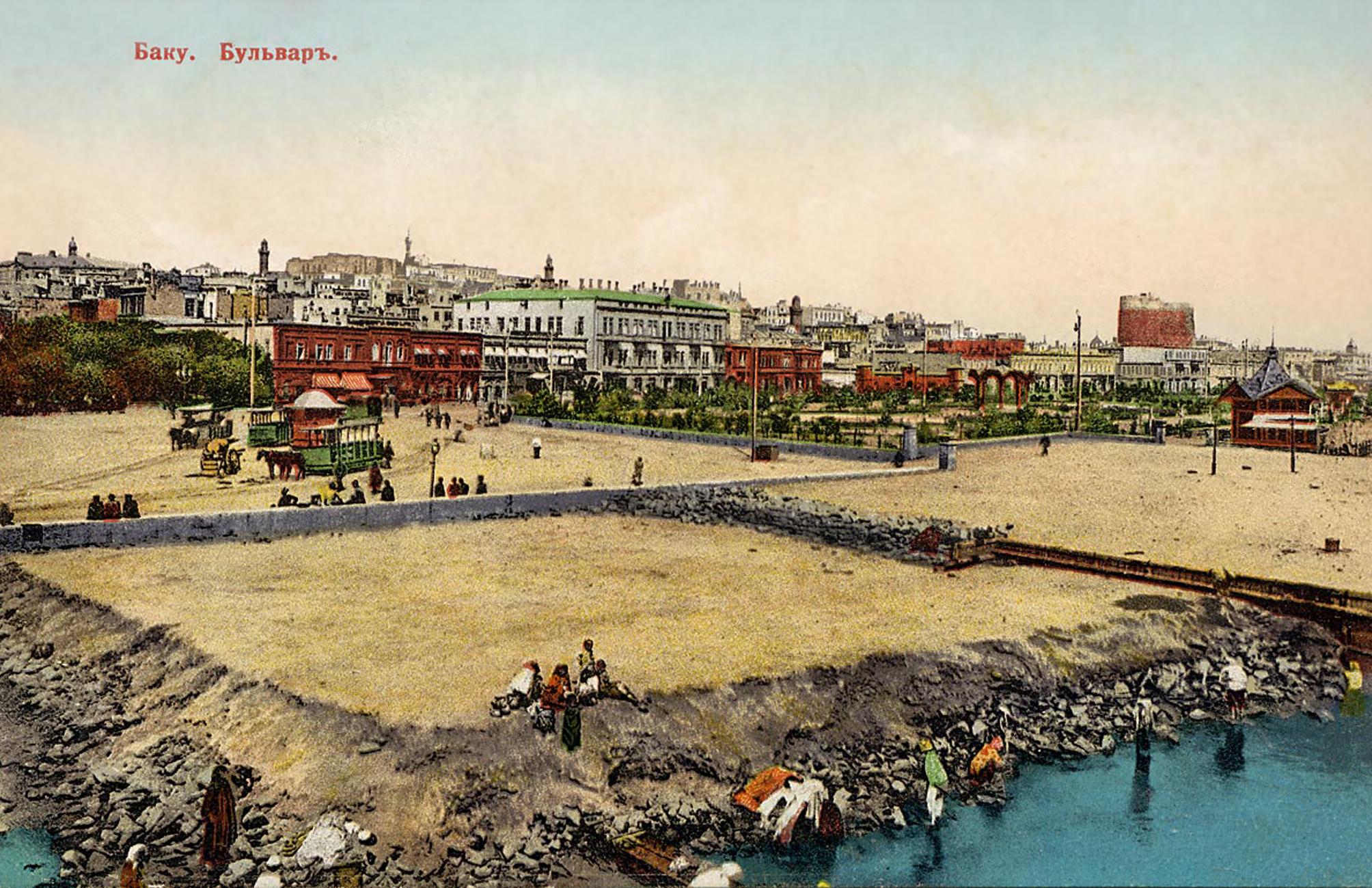
1900年代初頭のバクー大通り

1883年10月初め、皇帝アレクサンドル3世は妻と二人の息子を連れ、大勢の従者を従えてティフリスからバクーに到着した。鉄道駅は、この厳粛な式典のために準備されていた。市はハジ・ゼイナラブディン・タギエフにアレクサンドル3世を歓迎するよう許可した。訪問者たちは、ノーベル兄弟の石油貯蔵所、ポンプ場、シャムシ・アサドゥラエフの3つの強力な油井を視察した。1890年代から、バクーはロシア帝国の石油生産の95％、世界の石油生産の約半分を供給するようになった。10年後には、アメリカを抜いて世界一の石油生産地となった。
1894年、市初の蒸留水器が稼働した。

### 第一次世界大戦
1914年から1917年にかけて、バクーでは毎年700万トン、合計2868万3000トンの石油が生産され、当時の世界生産量の15％を占めていた。ドイツは石油問題でトルコを信用せず、ウクライナ、黒海、グルジアを経てバクーに入るため、フリードリッヒ・フライヘア・クレス・フォン・クレッセンシュタイン将軍を軍隊とともに中東戦線からグルジアに移した。イギリスは1918年2月、ドイツ軍を阻止するため、ライオネル・ダンスター ビル将軍を緊急に派遣し、アンザリ経由でバクーに兵力を送り込んだ。コーカサスを戦略的に研究したダンスタビルは、次のように結論づけた。「バクーを攻略したものが海を支配する。だから、この都市を侵略することが必要だったのだ」と結論づけた。1918年8月23日、レーニンはタシケントへの電報の中で、「ドイツ人は、我々がイギリス人をバクーから追い出すことを条件にバクーを攻撃することに同意する」と書いている。
第一次世界大戦に敗れたトルコは、1918年11月中旬にアゼルバイジャンの国境から軍を撤退させなければならなくなった。ウィリアム・トムソン将軍に率いられた5000人のイギリス軍は11月17日にバクーに到着し、アゼルバイジャン民主共和国の首都では「市民権力が十分に強くなって軍隊を治安維持の責任から解放する」まで、戒厳令が実施された。 
その年、トンプソン氏は、経済の信頼を回復するという大きな課題に直面した。そのためには、健全で信頼できる銀行システムを再構築することが必要であった。しかし彼は、「バクーの政治状況は、英国銀行の開設を許さない。なぜなら、英国の意図に対する疑惑と嫉妬を高めることになるからだ」と書いている。 

### 昔のバクーの写真

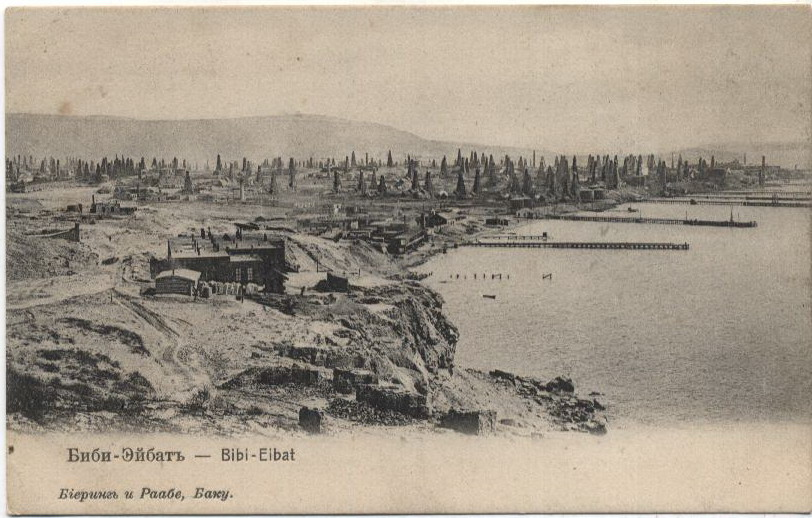
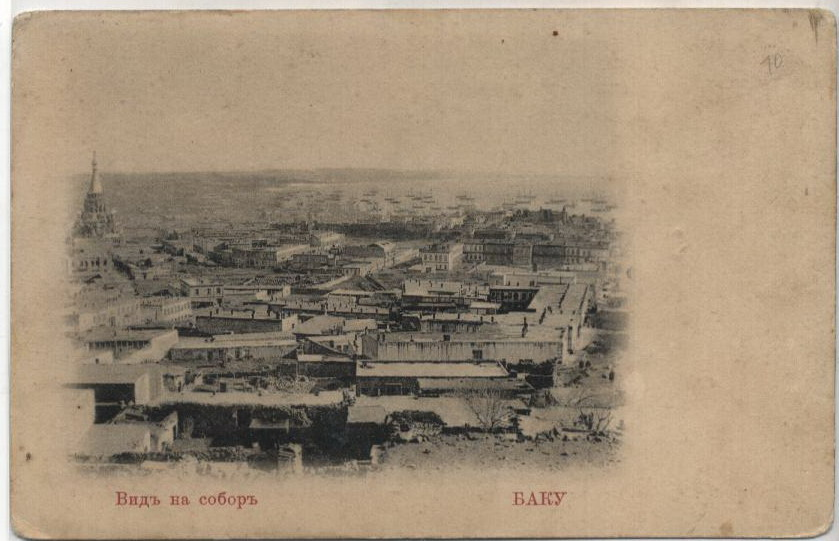
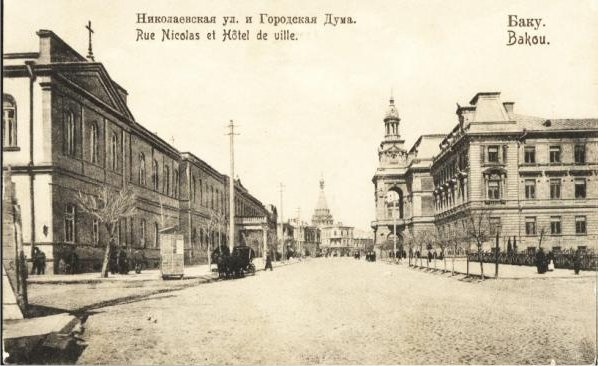
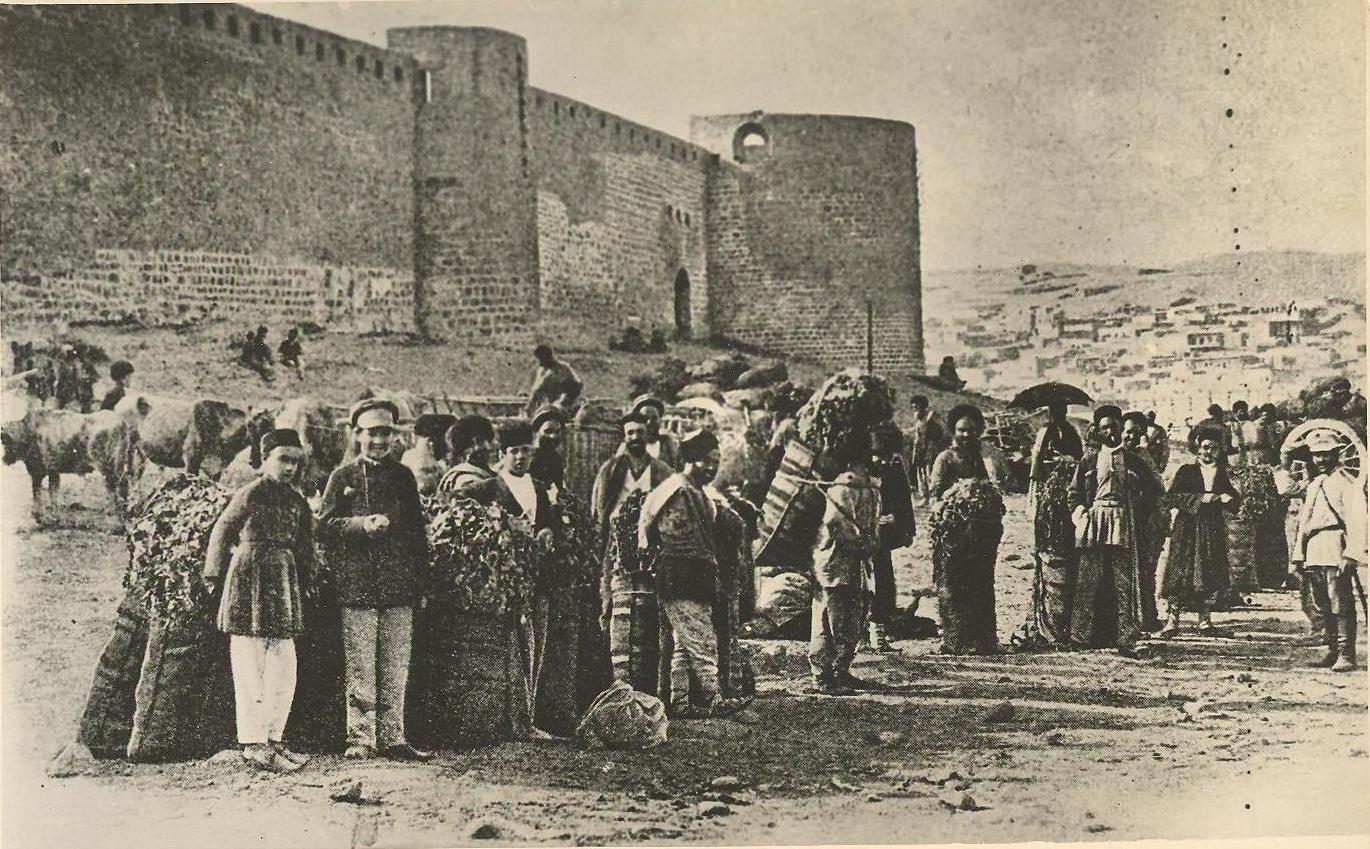
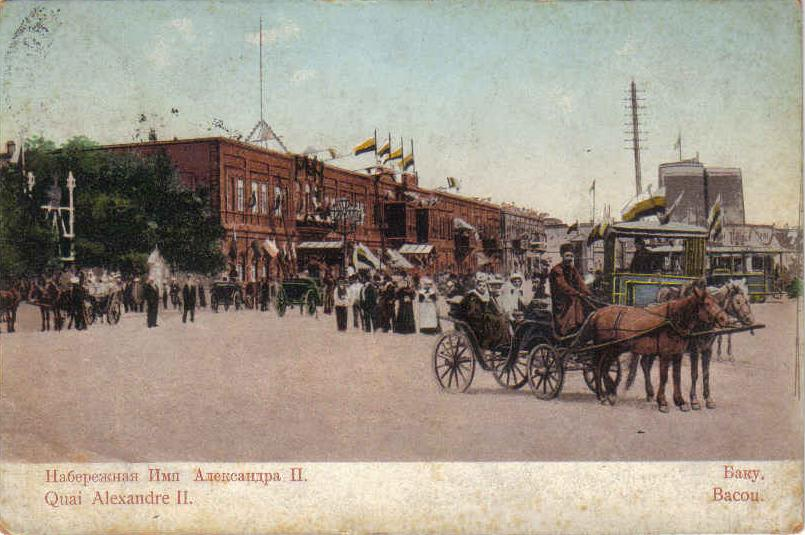
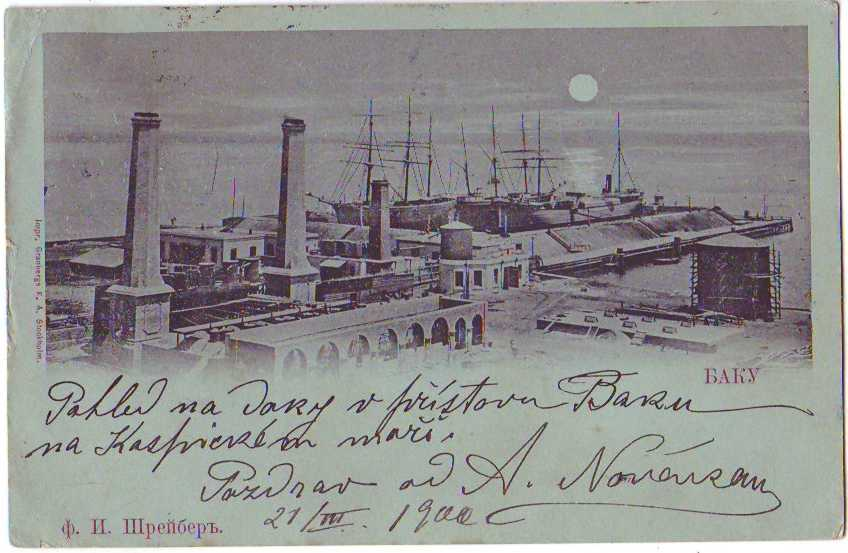

## ソビエトのバクー
1918 年の春、バクーにおけるアルメニアの利益は、 26 バクー人民委員会として知られるようになった人民委員会のバクー ソビエトによって保護された。
1920年2月、アゼルバイジャン共産党の第1回大会がバクーで合法的に開催され、武装蜂起の準備に関する決定がなされた。同年4月27日、ロシア第11赤軍の部隊がアゼルバイジャンの国境を越え、バクーに向かって進軍を開始した。ソビエトロシアはアゼルバイジャン民主共和国に降伏の最後通牒を突きつけ、翌日、ボルシェビキ・カビウロのグリゴリー・オルドホニキゼとセルゲイ・キーロフを伴って、軍隊はバクーに入りました。この都市は、アゼルバイジャン親衛隊の首都となり、多くの大きな変化を遂げた。その結果、バクーはソビエトの生活の多くの部門で大きな役割を果たした。1921年頃から、バクー市はバクー市執行委員会（ロシア語で一般にバクゴリスポルコムとして知られている）によって統括されていた。1921年頃から、バクー市はバクー党委員会（通称バクソベト）とともに、カスピ海の大都市の経済的重要性を発展させた。1922年から1930年まで、バクーはソビエト連邦の主要な見本市の会場となり、イランや中東への商業的橋頭堡として機能した。
1924 年 2 月 8 日、最初の路面電車とその 2 年後にソ連で最初の電気鉄道バクー スラハニが運行を開始した。
1925 年 5 月にバクーに滞在中、ロシアの詩人セルゲイ・エセーニンは「バクーへの別れ」という詩を書いた。
 

さらば、バクーよ! もう会うことはないだろう
悲しみと恐怖は今、魂の中にある
手のひらの下の心臓はより痛く、より近くなっている

そして、「友」というシンプルな言葉をより鮮明に感じる。
しかし、イェセーニンは同年7月28日に街に戻った。
マクシム・ゴーリキーはバクーを訪れた後、「油田は墓地獄の完璧な絵として私の記憶に残った.この写真は、私が知っていた、落ち込んだ心の幻想的な考えをすべて抑圧しました。」当時、有名な産業家 V. ロゴジンは、バクー油田に関連して、そこではすべてが「数えたり計算したりせずに」行われたと述べている。 1940 年には、2220 万トンの石油がバクーで採掘されました。これは、ソ連全体で採掘された石油のほぼ72%を占めていた。
1941年にトロリー バス路線が市内で運行を開始し、1928年に最初のバスがバクーに登場しました。

### 第二次世界大戦
当時パリで議論されていた「バクー爆撃と解体の可能性」について、駐仏アメリカ大使のW・ブリットはワシントンに電報を打った。ドゴールは、戦時中と戦後の発言から、この計画に極めて批判的であった。このような考えは、「ベルリンに対抗することよりもバクーをいかに破壊するかを考えている狂った頭脳」によって作られたものだと彼は信じていた。モーリス・ガメルン将軍は、1940 年 2 月 22 日にフランスのエドゥアール・ダラディエ首相に提出した報告書の中で、これらの資源が失われればソビエトは危機に陥ると考えていた。しかし、独ソ戦時には、エーデルワイス作戦の中で計画されたドイツの侵攻を防ぐための10の防衛地帯が、街の周囲に作られた。
ヒトラーのケーキでさえ、カスピ海の地図で飾られ、BAKU の文字がチョコレート クリームで綴られていました。ケーキを食べた後、ヒトラーは「バクーの油を手に入れなければ、戦争は失われる」と述べた。

### 戦後
1947年、世界初の海上石油プラットフォーム（当初は「黒岩」と呼ばれた）が、市の都市圏内に建設された。1960年、バクーにコーカサス初の住宅建設工場が建設され、1975年12月25日にはソビエト連邦で唯一エアコンを生産する工場が稼働を開始した。
1964年から1968年にかけて、石油の採掘量は安定したレベルまで上昇し、年間約2100万トンを占めるようになった。1970年代には、アゼルバイジャンはブドウの最大生産国の一つとなり、その後、バクーにシャンパン工場が建設された。1981年には、バクーで過去最高の150億m³のガスが採掘された。

## 独立時代

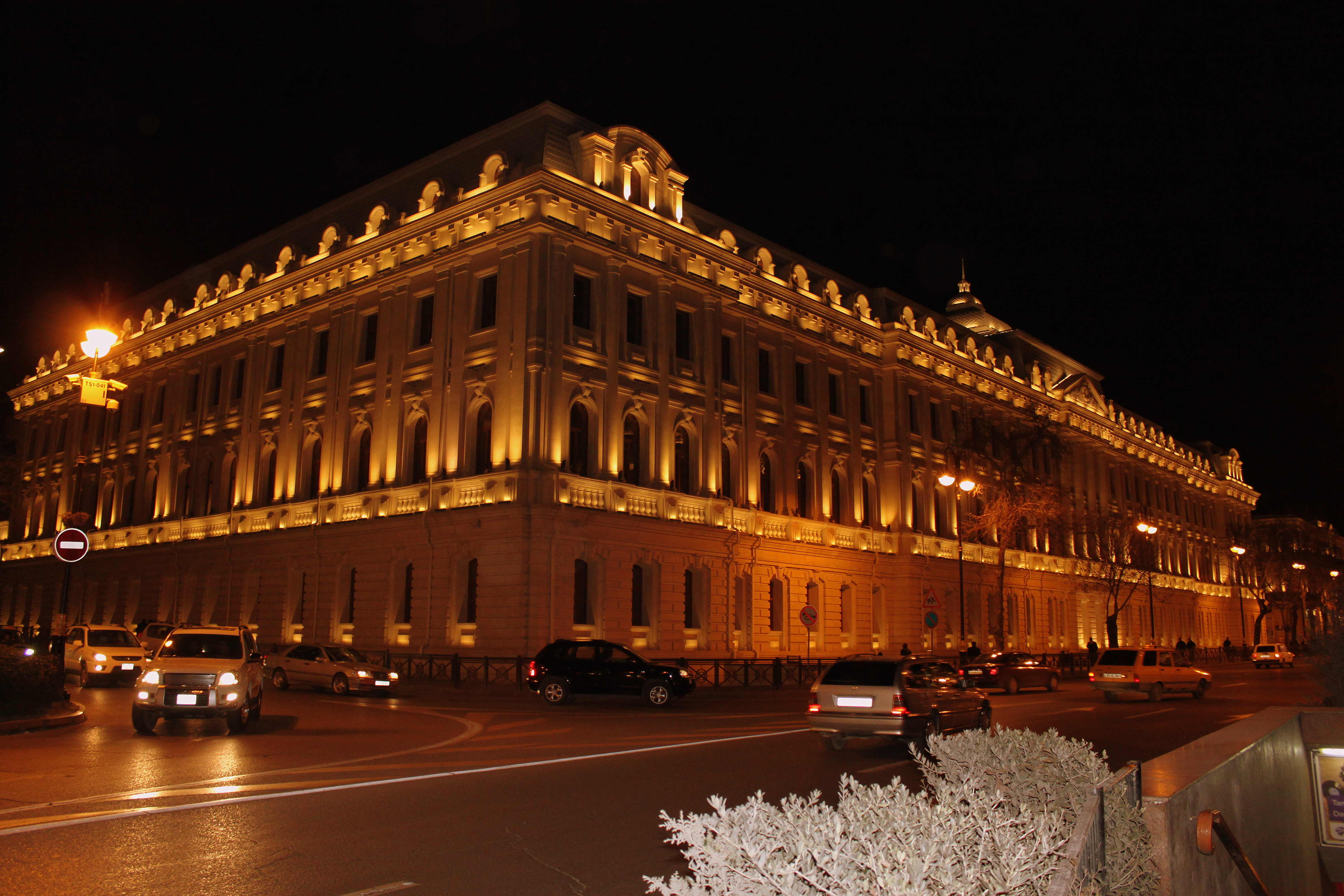
ソ連時代以降のバクーの一例であるイスティグラリヤット通り

1990年、バクー市のシャウミャンレーオンはハタイに、オルドホニキゼレーオンはナリマノフに改名された。1991年、ソビエト連邦の崩壊とそれに伴うバクゴリスポルコムの崩壊に伴い、初の独立市であるラファエル・アラーベルディエフ市長が任命された。1992年4月29日、さらにいくつかの都市レーヨンの名称が変更された。
- 26 バクー委員会からサバイルへ
- キーロフからビナガディ
- レーニンとサブンチ
- 10月からヤサマルへ。 [16]

2000年代に入り、都市を救うための取り組みが行われ、バクーはその歴史上かつてない規模の再編成に乗り出した。ソ連時代の数千の建物が取り壊され、海岸にグリーンベルトが作られ、バクー湾の砂浜を埋め立てた跡地には公園や庭園が作られた。清掃、メンテナンス、ゴミ収集の分野も改善され、これらのサービスは西ヨーロッパの水準に達している。都市はダイナミックに成長し、カスピ海沿岸の東西を軸に全速力で発展している。

## 外観

バクー市執行委員会の委員長であるアリッシュ・レンベランスキーは、街の姿を変えた

石碑によると、最初の城壁はシルヴァンシャー・マヌチェール2世によって築かれた。かつてバクーを囲んでいた城壁は、侵略により繰り返し破壊された。これらの城壁は、カスピ海に通じる水路につながる堀を挟んで複数列の城壁で構成されていた。これらの要塞は、夕暮れ時に引き上げられる跳ね橋を備えていた。 1078年、都市で最初のモスクであるスヌーク・カラ（Sınıq-Qala）が建設された。14世紀にはインナーシティと呼ばれる街の歴史的中心部の建設が始まった。 
バクーは何世紀もの間、近隣諸国と交易を行っていた。交易を可能にしたのは、キャラバンルートと海路である。14世紀から16世紀にかけて、バクーはインドや中央アジアと交易を行っていたことが、インナーシティ内のブハラやインドのキャラバン上屋で証明されている。
バクーの最初の著名な建築家の一人であるカスムベク・ガジバベコフは、ロシアやヨーロッパの計画家に賞賛された都市のレイアウトを行ったとされている[要出典]。 [この時代のバクーでは、地形の関係で道路は階段状に敷かれていた。北風（カズリ）や南風（ギラヴァル）が吹くと、未舗装の道路は数週間にわたって砂埃に包まれることもあった。 
19 世紀半ばにバクーを訪れたロシア人旅行者 I. ベリオジンは、街の通りを次のように表現している。 "
1859年にバクーの港の建設が始まり、1861年にはロシア艦隊の大尉であったA・ウルスキがバクーの写真を撮影した。1878年には排水路が整備された。1899年から1917年に亡くなるまでこの街で働いたイギリス人土木技師ウィリアム・ヘレイン・リンドレーは、バクーの給水システムの構築をコーディネートしていた。 
1896年5月3日（西暦4月21日）、著名なノーベル一家は、この街のルーテル教会の礎石を築いた。この教会は、スターリンの支配下で取り壊されなかった数少ない礼拝堂の一つである。この教会には、バクーで数少ないパイプオルガンがあり、それ以来、主にコンサートのために使われている。 [また、旧チャパエフ通りの近くにあるモロカンカと呼ばれる通りには、モロカンの集会所がある。
1898年、ドイツ人土木技師ニコラス・フォン・デル・ノンネがバクーの発展のための最初の専門的な計画を作成した。 [1960年代初頭、バクー市長のアリシュ・レンベランスキーの任期中に、バクーの外側に小地域（郊外）が作られ、古くて崩れやすい建物がソ連式の建築に変わった。狭い道路は大通りになり、車の通りが増えた。1960年4月、ソ連邦建国40周年記念行事の一環として、青とピンクのカラフルなコンクリート板でできた真新しい歩道をソ連の指導者フルシチョフに見せるためのウォーキングツアーが企画された。実際、フルシチョフはこの歩道を見ることはなかったが、この時代の典型的な建物は、今でもロシア語のхрущëвкиからkhruschovkiと呼ばれている。
最近では、現バク市長のハジバラ・アブタリボフ氏が、街の景観が悪くなっていると批判されている。
また、バクーは2016年夏季オリンピックの開催地として招致する意向を表明した。バクーは2012年のユーロビジョンソングコンテストの開催地となった。

## 地名
ソビエト連邦に関連するものを思い起こさせる通りは、ほぼすべて公式に変更された。1988年以降、225以上の通りが改名されたが、今でも旧名を使っている人もいる。例えば、インナーシティの外に初めて作られた通りは、元々ニコライ1世にちなんでニコラエフスカヤと呼ばれていたが、アゼルバイジャン民主共和国の国会がその通りにある建物で会議を行っていたことから、パーラマン・クチェシと改名され、ソ連時代にコミュニスチェスカヤ通り、現在はイスティクラリイェト・クチェシ（アゼル語で「独立」）と呼ばれるようになった。

### 注目すべき通り
| 旧姓                                                              | 現在の名前                                           |
| ----------------------------------------------------------------- | ---------------------------------------------------- |
| アルミヤンスカヤ、マキシム ゴーリキー (1928–1997)                 | ミルザ・イブラギモフ (1997年～)                      |
| アジツカヤ、ペトル・モンティン                                    | アロフサット・クリエフ (1991年～)                    |
| 盆地バラカンスカヤ                                                | フィズリ (1989年から)                                |
| バリャチンスカヤ、フィオレトフ (1923–1991)                        | アカデミック アブドゥルケリム アリザデ (1991 年から) |
| バザルナヤ                                                        | フシ・ハジエフ                                       |
| ボリシャヤ ミナレトナヤ                                           | アサフ・ゼイナリ (1939 年から)                       |
| ボンダナヤ、ドミトロワ (1939–1991)                                | シャムシ・バダルベイリ (1991年から)                  |
| Telefonnaya、リンドリー (1918–1923 年)、4 月 28 日 (1923–1992 年) | 5月28日（1992年から）                                |
| Verkhnyaya Priyutskaya、Ketzkhoveli (1939–1991)                   | アカデミック シャミル アジズベコフ (1991 年から)     |
| ユリエフスカヤ、ソヴェツカヤ (1929 年から 1991 年まで)            | ナリマノフ通り（1991年～）                           |

### 古い広場の名前
| 旧姓                                     | 現在の名前       |
| ---------------------------------------- | ---------------- |
| バザルナヤ、クバ・メイダニ、ディミトロフ | フィズリ         |
| Birzhevaya、Svobody、26 Baku Commisars   | アザドル         |
| パラペット、カール・マルクス             | 噴水広場         |
| ボロンツォフスカヤ                       | ケムル・メイダニ |

### 旧公園名
| 旧姓                 | 現在の名前            |
| -------------------- | --------------------- |
| バイロフ公園         | カフール マメドフ公園 |
| ジェルジンスキー公園 | シャクリヤール公園    |
| ジャパリゼ公園       | コログル公園          |
| キーロフ公園         | マーターズ レーン     |
| モロカン ガーデン    | カガニ ガーデン       |
| オフィサーズ パーク  | ダデ・コルグド        |

## 市長
市長職は、主に総督、市議会、人民委員会、バクゴリスポルコムの規則によって中断されてきた。
| 市長                                                     | 任期                                               |
| -------------------------------------------------------- | -------------------------------------------------- |
| パベル・パルサダノビッチ・アルグチンスキー＝ドルゴルコフ | 1846年                                             |
| ヨシフ・ジャケリ                                         | 1878年1月14日 – 1879年1月                          |
| スタニスラフ・デポ・ゼノビッチ                           | 1879年から1881年（市長を務める）、1881年から1893年 |
| クリストフォル・アントノフ                               | 1893–? （市長を務める）                            |
| コンスタンチン・イレツキー                               | 1896–?                                             |
| ニコラウス・フォン・デア・ノンネ                         | 1898年 - 1901年                                    |
| アレクサンダー・ノビコフ                                 | 1903–1904                                          |
| カミル・サファラリエフ                                   | 1904–1906                                          |
| ピョートル・マルティノフ                                 | 1906–?, 1910 (市長を務める)                        |
| MAフォルバウム                                           | 1908–?                                             |
| フョードル・ゴロビン                                     | 1912年                                             |
| サナンアリザード                                         | 1991年10月18日～1992年4月15日                      |
| アガサリム・バヒロフ                                     | 1992 年 4 月 15 日 – 1992 年 7 月 4 日             |
| ラウフ・グルママドフ                                     | 1992 年 7 月 4 日 - 1993 年 7 月 3 日              |
| ラファエル・アラヴェルディエフ                           | 1993 年 7 月 3 日 – 2000 年 10 月 16 日            |
| ムハンマド・アバソフ                                     | 2000 年 10 月 16 日 – 2001 年 1 月 30 日           |
| ハジバラ・アブタリボフ                                   | 2001 年 1 月 30 日 – 2018 年 4 月 21 日            |
| エルダー・アジゾフ                                       | 2018年11月15日 – 現在                              |

### ロシア文学
- Манаф Сулейманов. Дни минувшие .
- Ашурбейли, Сара. История города Баку。 Pериод средневековья . Б.、Азернешр、1992 年。
- ТагиевФ。 А。 История города Баку в первой половине XIX века (1806–1859) . Б., Элм, 1999.
- Мир-Бабаев、Мир-Юсиф。 Краткая история азербайджанской нефти . Б.、SOCAR、2008 年。